# Displasia mesomelica di Langer
La displasia mesomelica di Langer (DML) è una rara patologia congenita caratterizzata da un'alterazione dello sviluppo osseo che porta a una statura gravemente bassa e sproporzionata.

## Classificazione
Appartiene al gruppo delle displasie scheletriche mesomeliche e rizo-mesomeliche, patologie ossee primitive in cui la bassa statura è dovuta al mancato sviluppo completo delle ossa lunghe degli arti. 
È strettamente correlata a un'altra patologia, la discondrosteosi di Leri-Weill, di cui sembra essere la variante omozigotica, clinicamente più grave (da questa differisce anche per la mancanza a volte della deformità di Madelung del polso).

## Epidemiologia e storia
L'incidenza è inferiore a 1/1 000 000. Sono stati riportati meno di 50 casi nel mondo.

## Etiopatogenesi
Alla base della patologia vi è una mutazione oppure una delezione omozigote o eterozigote composta dei geni SHOX (Short Stature Homeobox), SHOXY (Short Stature Homeobox Y-linked) o PAR1 (dove sono localizzati gli elementi enhancer di SHOX), che viene ereditata come carattere pseudoautosomico recessivo.

## Clinica
Dal punto di vista clinico e radiografico la patologia si presenta con grave accorciamento delle ossa lunghe degli arti (sono interessati sia i segmenti prossimali sia mediani), aplasia o severa ipoplasia di ulna e perone, ispessimento e incurvamento di radio e tibia. Queste anomalie ossee possono causare deformità delle articolazioni di mani e piedi. Può essere presente ipoplasia della mandibola.

### Diagnosi
La diagnosi viene sospettata sulla base del quadro clinico e radiologico, e può essere supportata da analisi molecolari sui geni SHOX, SHOXY e PAR1.
Alcuni reperti ecografici durante l'ecografia del secondo trimestre di gravidanza, possono suggerirne una diagnosi prenatale.

## Trattamento
Al momento non esiste una terapia specifica. In alcuni casi si può ricorrere alla chirurgia ortopedica per cercare di ripristinare le funzionalità articolari più importanti.

### Prognosi
L'aspettativa di vita è normale.